# Pavao Vučković
Pavao Vučković (Tomislavgrad, 18. listopada 1658. – Sinj, 7. siječnja 1735.) bio je hrvatski katolički svećenik iz reda franjevaca i vođa protuosmanskoga otpora.

## Životopis
Rođen je u Tomislavgradu 18. listopada 1658. godine. Kršten je imenom Luka. Osnovno školovanje završio je u ramskom samostanu, a teologiju je završio u Italiji. U Rami je djelovao od 1682. do 1687. godine. Nakon toga je organizirao zbijeg katoličkoga naroda iz Rame, Duvna, Livna i okolnih mjesta u Cetinsku krajinu.
Sudjelovao u borbama s Turcima koji su ga 1698. godine zarobili. Mustaj-paša Daltaban ga je uzeo sa sobom u Bagdad kako bi mu bio sluga, tajnik i savjetnik. Kada je Mustaj-paša postao veliki vezir, poveo je Pavla u Carigrad. Nakon što je Daltaban pogubljen 1703. godine, Vučković je preko Italije pobjegao u Sinj. Sudjelovao je 1715. u obrani Sinja. Tamo je organizirao gradnju crkve i samostana.
Umro je u sinjskom samostanu 1735., a pokopan je u kripti crkve Majke od Milosti.

## Počasti
- Brončani kip u čast Pavla Vučkovića, rad Kuzme Kovačića (2007.)[1]

### Mrežna sjedišta
- Vučković, Pavao. Hrvatska enciklopedija LZMK. Pristupljeno 18. lipnja 2025.
- Fra Pavao Vučković. Staza Gospi Sinjskoj. Pristupljeno 18. lipnja 2025.